# Lista de municípios de Mato Grosso por IDH-M

Mapa do IDH de Mato Grosso.Legenda:
Muito alto (nenhum município)
Alto (49 municípios)
Médio (89 municípios)
Baixo (3 municípios)
Muito baixo (nenhum município)

Esta é uma lista de municípios do estado brasileiro de Mato Grosso por Índice de Desenvolvimento Humano (IDH), segundo dados do Programa da Nações Unidas para o Desenvolvimento (PNUD) datados do ano 2010. De acordo com os dados de 2010, o município com o maior Índice de Desenvolvimento Humano no estado de Mato Grosso era Cuiabá, com um índice de 0,785 (considerado alto), e o município com o menor índice foi Campinápolis, com um índice de 0,538 (considerado baixo). De todos os municípios do estado, nenhum município registrou um IDH muito alto, enquanto 49 apresentaram um IDH alto, 89 IDH médio, 3 municípios IDH baixo, e nenhum município IDH muito baixo.
O cálculo do índice é composto a partir de dados de expectativa de vida ao nascer (IDH-L), educação (IDH-E), e PIB em Paridade do Poder de Compra per capita (IDH-R) recolhidos em nível nacional ou regional, e possui o objetivo de medir o padrão de vida. O índice foi desenvolvido em 1990 pelos economistas Amartya Sen e Mahbub ul Haq, e vem sendo usado desde 1993 pelo Programa das Nações Unidas para o Desenvolvimento (PNUD).
O Índice de Desenvolvimento Humano varia de 0 até 1, e nesta lista é dividido em cinco categorias: IDH muito alto (0,800 – 1,000), IDH alto (0,700 – 0,799), IDH médio (0,600  0,699), IDH baixo (0,500 – 0,599) e IDH muito baixo (0,000 – 0,499).

## Lista
| Posição           | Município                        | Dados de 2010    | Dados de 2010    | Dados de 2010    | Dados de 2010    |
| Posição           | Município                        | IDH municipal    | IDH renda        | IDH longevidade  | IDH educação     |
| IDH-M muito alto  | IDH-M muito alto                 | IDH-M muito alto | IDH-M muito alto | IDH-M muito alto | IDH-M muito alto |
| ----------------- | -------------------------------- | ---------------- | ---------------- | ---------------- | ---------------- |
| nenhum município  |                                  |                  |                  |                  |                  |
| IDH-M alto        |                                  |                  |                  |                  |                  |
| 1                 | Cuiabá                           | 0,785            | 0,800            | 0,834            | 0,726            |
| 2                 | Lucas do Rio Verde               | 0,768            | 0,766            | 0,833            | 0,710            |
| 3                 | Nova Mutum                       | 0,758            | 0,773            | 0,837            | 0,673            |
| 4                 | Rondonópolis                     | 0,755            | 0,749            | 0,823            | 0,698            |
| 5                 | Sinop                            | 0,754            | 0,755            | 0,832            | 0,682            |
| 6                 | Primavera do Leste               | 0,752            | 0,774            | 0,843            | 0,653            |
| 7                 | Campo Verde                      | 0,750            | 0,755            | 0,834            | 0,670            |
| 8                 | Barra do Garças                  | 0,748            | 0,738            | 0,817            | 0,693            |
| 9                 | Sorriso                          | 0,744            | 0,774            | 0,839            | 0,635            |
| 10                | Campos de Júlio                  | 0,744            | 0,800            | 0,825            | 0,625            |
| 11                | Jaciara                          | 0,735            | 0,728            | 0,833            | 0,655            |
| 12                | Santa Rita do Trivelato          | 0,735            | 0,738            | 0,852            | 0,632            |
| 13                | Várzea Grande                    | 0,734            | 0,711            | 0,842            | 0,661            |
| 14                | Campo Novo do Parecis            | 0,734            | 0,745            | 0,819            | 0,649            |
| 15                | Pontal do Araguaia               | 0,734            | 0,691            | 0,816            | 0,702            |
| 16                | Sapezal                          | 0,732            | 0,758            | 0,836            | 0,620            |
| 17                | Água Boa                         | 0,729            | 0,723            | 0,829            | 0,646            |
| 18                | Tangará da Serra                 | 0,729            | 0,749            | 0,825            | 0,626            |
| 19                | Ipiranga do Norte                | 0,727            | 0,742            | 0,807            | 0,642            |
| 20                | Araputanga                       | 0,725            | 0,704            | 0,826            | 0,655            |
| 21                | São José dos Quatro Marcos       | 0,719            | 0,707            | 0,816            | 0,643            |
| 22                | Diamantino                       | 0,718            | 0,714            | 0,831            | 0,625            |
| 23                | Conquista d'Oeste                | 0,718            | 0,707            | 0,807            | 0,650            |
| 24                | Matupá                           | 0,716            | 0,706            | 0,824            | 0,631            |
| 25                | Juína                            | 0,716            | 0,733            | 0,845            | 0,593            |
| 26                | Torixoréu                        | 0,716            | 0,684            | 0,806            | 0,666            |
| 27                | Santa Carmem                     | 0,715            | 0,703            | 0,827            | 0,628            |
| 28                | Alta Floresta                    | 0,714            | 0,709            | 0,817            | 0,629            |
| 29                | Juscimeira                       | 0,714            | 0,678            | 0,842            | 0,637            |
| 30                | Tapurah                          | 0,714            | 0,738            | 0,831            | 0,594            |
| 31                | Nova Santa Helena                | 0,714            | 0,745            | 0,809            | 0,603            |
| 32                | Colíder                          | 0,713            | 0,732            | 0,819            | 0,604            |
| 33                | Itanhangá                        | 0,710            | 0,699            | 0,856            | 0,597            |
| 34                | Glória d'Oeste                   | 0,710            | 0,684            | 0,823            | 0,636            |
| 35                | Cáceres                          | 0,708            | 0,691            | 0,813            | 0,633            |
| 36                | Rio Branco                       | 0,707            | 0,701            | 0,817            | 0,617            |
| 37                | Guiratinga                       | 0,705            | 0,677            | 0,813            | 0,637            |
| 38                | Alto Taquari                     | 0,705            | 0,736            | 0,833            | 0,571            |
| 39                | Nova Xavantina                   | 0,704            | 0,713            | 0,800            | 0,613            |
| 40                | Alto Araguaia                    | 0,704            | 0,712            | 0,802            | 0,612            |
| 41                | Arenápolis                       | 0,704            | 0,677            | 0,793            | 0,649            |
| 42                | Mirassol d'Oeste                 | 0,704            | 0,723            | 0,816            | 0,592            |
| 43                | Nova Marilândia                  | 0,704            | 0,680            | 0,823            | 0,623            |
| 44                | Pontes e Lacerda                 | 0,703            | 0,711            | 0,807            | 0,605            |
| 45                | Guarantã do Norte                | 0,703            | 0,692            | 0,826            | 0,609            |
| 46                | Nortelândia                      | 0,702            | 0,653            | 0,793            | 0,668            |
| 47                | Marcelândia                      | 0,701            | 0,700            | 0,813            | 0,604            |
| 48                | Araguainha                       | 0,701            | 0,650            | 0,844            | 0,627            |
| 49                | Alto Garças                      | 0,701            | 0,707            | 0,835            | 0,583            |
| IDH-M médio       |                                  |                  |                  |                  |                  |
| 50                | Cláudia                          | 0,699            | 0,719            | 0,809            | 0,586            |
| 51                | Nobres                           | 0,699            | 0,675            | 0,827            | 0,611            |
| 52                | Terra Nova do Norte              | 0,698            | 0,692            | 0,815            | 0,602            |
| 53                | Brasnorte                        | 0,696            | 0,695            | 0,850            | 0,571            |
| 54                | Tabaporã                         | 0,695            | 0,679            | 0,826            | 0,598            |
| 55                | Itiquira                         | 0,693            | 0,694            | 0,812            | 0,591            |
| 56                | Barra do Bugres                  | 0,693            | 0,684            | 0,818            | 0,595            |
| 57                | Canarana                         | 0,693            | 0,735            | 0,825            | 0,549            |
| 58                | Querência                        | 0,692            | 0,701            | 0,837            | 0,565            |
| 59                | Feliz Natal                      | 0,692            | 0,737            | 0,819            | 0,548            |
| 60                | Ribeirãozinho                    | 0,692            | 0,694            | 0,802            | 0,595            |
| 61                | Nova Monte Verde                 | 0,691            | 0,690            | 0,823            | 0,582            |
| 62                | Itaúba                           | 0,690            | 0,714            | 0,809            | 0,569            |
| 63                | Dom Aquino                       | 0,690            | 0,687            | 0,806            | 0,593            |
| 64                | Curvelândia                      | 0,690            | 0,658            | 0,811            | 0,615            |
| 65                | Comodoro                         | 0,689            | 0,687            | 0,840            | 0,567            |
| 66                | Santo Afonso                     | 0,689            | 0,655            | 0,834            | 0,599            |
| 67                | Chapada dos Guimarães            | 0,688            | 0,677            | 0,833            | 0,578            |
| 68                | Vila Rica                        | 0,688            | 0,709            | 0,829            | 0,553            |
| 69                | Nova Guarita                     | 0,688            | 0,671            | 0,812            | 0,597            |
| 70                | Araguaiana                       | 0,687            | 0,671            | 0,817            | 0,591            |
| 71                | Ponte Branca                     | 0,686            | 0,684            | 0,806            | 0,585            |
| 72                | Nova Canaã do Norte              | 0,686            | 0,692            | 0,815            | 0,572            |
| 73                | Porto dos Gaúchos                | 0,685            | 0,703            | 0,815            | 0,561            |
| 74                | Santa Cruz do Xingu              | 0,684            | 0,704            | 0,828            | 0,550            |
| 75                | Denise                           | 0,683            | 0,672            | 0,802            | 0,590            |
| 76                | Nova Olímpia                     | 0,682            | 0,704            | 0,804            | 0,561            |
| 77                | Juara                            | 0,682            | 0,699            | 0,836            | 0,543            |
| 78                | São José do Rio Claro            | 0,682            | 0,689            | 0,841            | 0,548            |
| 79                | Vera                             | 0,680            | 0,663            | 0,834            | 0,568            |
| 80                | Pedra Preta                      | 0,679            | 0,672            | 0,812            | 0,573            |
| 81                | Figueirópolis d'Oeste            | 0,679            | 0,665            | 0,786            | 0,599            |
| 82                | Poxoréo                          | 0,678            | 0,653            | 0,832            | 0,573            |
| 83                | Luciara                          | 0,676            | 0,617            | 0,788            | 0,634            |
| 84                | Reserva do Cabaçal               | 0,676            | 0,642            | 0,799            | 0,603            |
| 85                | Aripuanã                         | 0,675            | 0,682            | 0,816            | 0,553            |
| 86                | Apiacás                          | 0,675            | 0,666            | 0,809            | 0,570            |
| 87                | Novo Mundo                       | 0,674            | 0,652            | 0,815            | 0,577            |
| 88                | Jauru                            | 0,673            | 0,668            | 0,812            | 0,563            |
| 89                | Porto Alegre do Norte            | 0,673            | 0,647            | 0,803            | 0,587            |
| 90                | Paranaíta                        | 0,672            | 0,677            | 0,809            | 0,555            |
| 91                | General Carneiro                 | 0,670            | 0,645            | 0,820            | 0,569            |
| 92                | Ribeirão Cascalheira             | 0,670            | 0,668            | 0,831            | 0,542            |
| 93                | Nova Ubiratã                     | 0,669            | 0,694            | 0,816            | 0,529            |
| 94                | São Félix do Araguaia            | 0,668            | 0,652            | 0,848            | 0,538            |
| 95                | Confresa                         | 0,668            | 0,660            | 0,812            | 0,556            |
| 96                | Paranatinga                      | 0,667            | 0,679            | 0,820            | 0,532            |
| 97                | Canabrava do Norte               | 0,667            | 0,616            | 0,817            | 0,589            |
| 98                | Salto do Céu                     | 0,666            | 0,661            | 0,797            | 0,560            |
| 99                | Castanheira                      | 0,665            | 0,671            | 0,800            | 0,547            |
| 100               | Carlinda                         | 0,665            | 0,656            | 0,809            | 0,553            |
| 101               | União do Sul                     | 0,665            | 0,665            | 0,797            | 0,556            |
| 102               | Novo Horizonte do Norte          | 0,664            | 0,652            | 0,820            | 0,548            |
| 103               | Serra Nova Dourada               | 0,664            | 0,638            | 0,819            | 0,560            |
| 104               | Nova Maringá                     | 0,663            | 0,702            | 0,815            | 0,509            |
| 105               | Juruena                          | 0,662            | 0,647            | 0,797            | 0,563            |
| 106               | Indiavaí                         | 0,661            | 0,645            | 0,841            | 0,533            |
| 107               | São José do Povo                 | 0,661            | 0,630            | 0,793            | 0,577            |
| 108               | Bom Jesus do Araguaia            | 0,661            | 0,665            | 0,784            | 0,555            |
| 109               | São Pedro da Cipa                | 0,660            | 0,654            | 0,790            | 0,556            |
| 110               | Cocalinho                        | 0,660            | 0,674            | 0,807            | 0,528            |
| 111               | São José do Xingu                | 0,657            | 0,703            | 0,828            | 0,487            |
| 112               | Vale de São Domingos             | 0,656            | 0,658            | 0,765            | 0,560            |
| 113               | Planalto da Serra                | 0,656            | 0,615            | 0,813            | 0,565            |
| 114               | Santo Antônio de Leverger        | 0,656            | 0,651            | 0,806            | 0,539            |
| 115               | Santo Antônio do Leste           | 0,655            | 0,658            | 0,853            | 0,501            |
| 116               | Tesouro                          | 0,655            | 0,635            | 0,791            | 0,560            |
| 117               | Novo Santo Antônio               | 0,653            | 0,640            | 0,829            | 0,526            |
| 118               | Poconé                           | 0,652            | 0,643            | 0,806            | 0,534            |
| 119               | Porto Esperidião                 | 0,652            | 0,666            | 0,795            | 0,523            |
| 120               | Nova Brasilândia                 | 0,651            | 0,673            | 0,845            | 0,485            |
| 121               | Alto Boa Vista                   | 0,651            | 0,613            | 0,803            | 0,561            |
| 122               | Rosário Oeste                    | 0,650            | 0,653            | 0,807            | 0,520            |
| 123               | Nova Bandeirantes                | 0,650            | 0,696            | 0,842            | 0,469            |
| 124               | Novo São Joaquim                 | 0,649            | 0,658            | 0,819            | 0,507            |
| 125               | Peixoto de Azevedo               | 0,649            | 0,691            | 0,761            | 0,521            |
| 126               | Vila Bela da Santíssima Trindade | 0,645            | 0,644            | 0,843            | 0,495            |
| 127               | Rondolândia                      | 0,640            | 0,619            | 0,800            | 0,530            |
| 128               | Alto Paraguai                    | 0,638            | 0,612            | 0,784            | 0,541            |
| 129               | Nossa Senhora do Livramento      | 0,638            | 0,600            | 0,820            | 0,529            |
| 130               | Nova Lacerda                     | 0,636            | 0,643            | 0,825            | 0,485            |
| 131               | Jangada                          | 0,630            | 0,567            | 0,805            | 0,549            |
| 132               | Acorizal                         | 0,628            | 0,594            | 0,816            | 0,510            |
| 133               | Lambari d'Oeste                  | 0,627            | 0,670            | 0,787            | 0,467            |
| 134               | Gaúcha do Norte                  | 0,615            | 0,658            | 0,847            | 0,418            |
| 135               | Colniza                          | 0,611            | 0,633            | 0,815            | 0,443            |
| 136               | Santa Terezinha                  | 0,609            | 0,596            | 0,761            | 0,498            |
| 137               | Cotriguaçu                       | 0,601            | 0,623            | 0,825            | 0,423            |
| 138               | Barão de Melgaço                 | 0,600            | 0,598            | 0,820            | 0,440            |
| IDH-M baixo       |                                  |                  |                  |                  |                  |
| 139               | Porto Estrela                    | 0,599            | 0,571            | 0,804            | 0,467            |
| 140               | Nova Nazaré                      | 0,595            | 0,621            | 0,793            | 0,427            |
| 141               | Campinápolis                     | 0,538            | 0,597            | 0,803            | 0,324            |
| IDH-M muito baixo |                                  |                  |                  |                  |                  |
| nenhum município  |                                  |                  |                  |                  |                  |